# Герб Вантаа

Герб Вантаа

Герб Вантаа — офіційна емблема міста Вантаа, Фінляндія. Він був затверджений у 1951 році, коли Вантаа ще був сільським муніципалітетом Гельсінкі. Герб намалював Куллерво Теламаа, вчитель комерційної середньої школи Мальмі, який був обраний на основі конкурсу на дизайн.
Згідно з офіційним поясненням, герб має «срібну колоду на синьому полі внизу, з гребнем хвилі, від якого праворуч вигинається золотий риб’ячий хвіст». Мотив символізує знамениту лососеву річку Вантаанйокі. Зразком для герба послужила оригінальна міська печатка міста Гельсінкі, видана в 1550 році; ця печатка вийшла з ужитку в 1639 році, коли Гельсінкі отримали нову міську печатку, яка, в свою чергу, послужила зразком для нинішнього герба Гельсінкі.

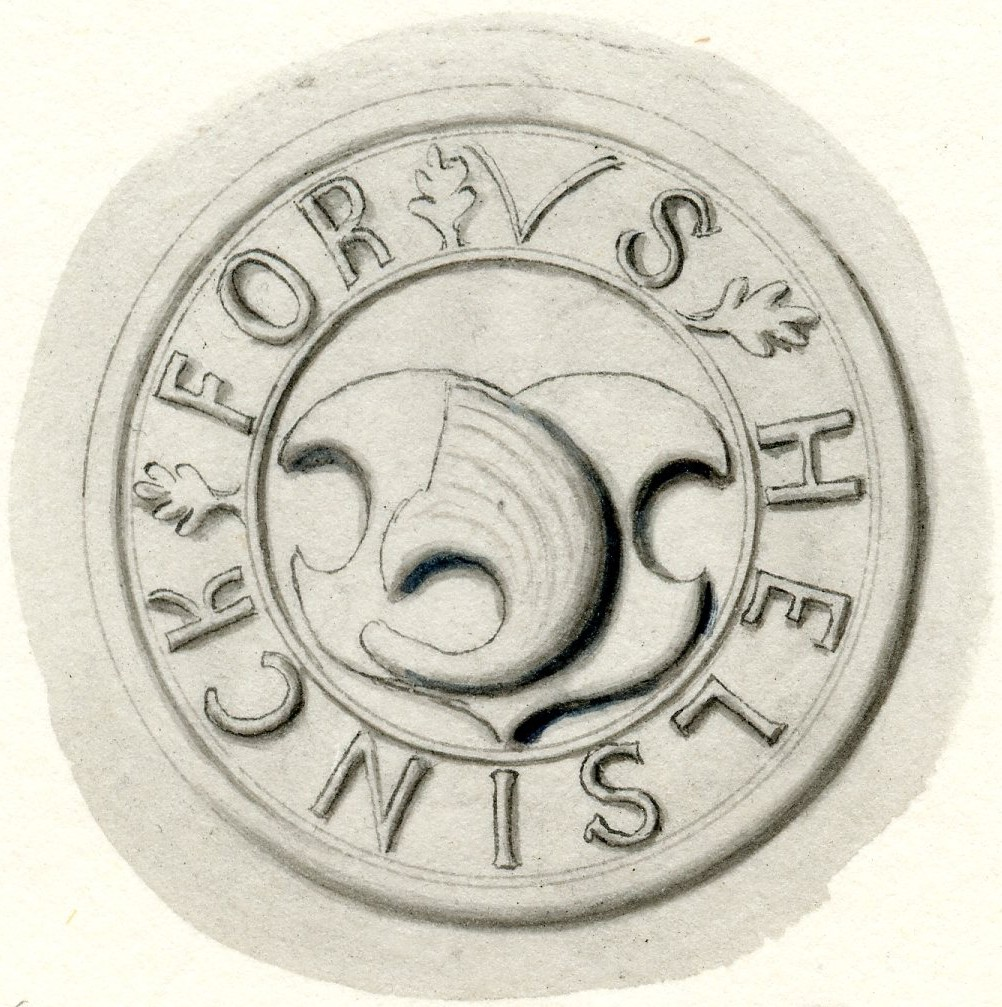
Печатка міста Гельсінкі 1562р.
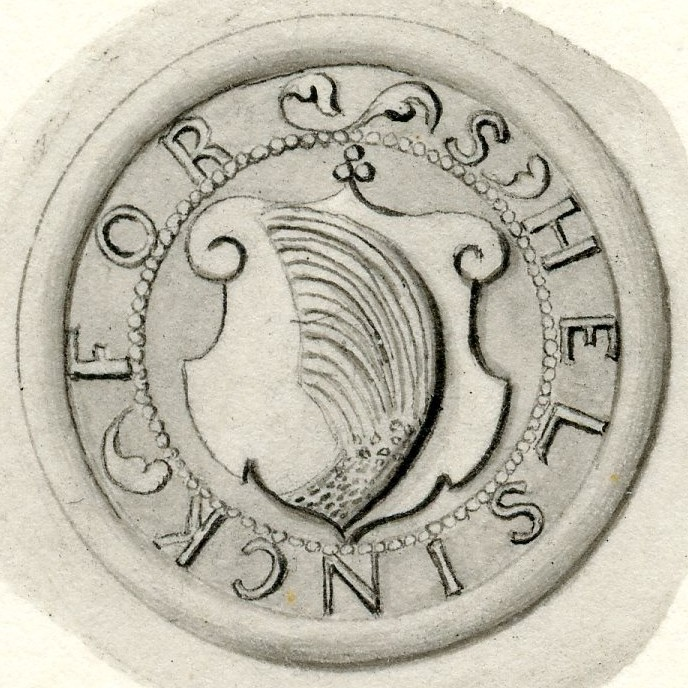
Печатка міста Гельсінкі 1569р.

## Зовнішні посилання
- «Вчитель бізнес-школи розробив герб Вантаа» - Vantaa Sanomat Архівна копія на сайті Wayback Machine.